# Radio:Active (documentário)
McFly – Radio:ACTIVE é um documentário lançado pela banda McFly apenas no Brasil em 17 de Dezembro de 2008. É dividido em três partes e mostra os bastidores da gravação do álbum Radio:Active e dos videoclipes de Lies e One for the Radio, a estadia da banda a Austrália e contém da imagens deles no Brasil, incluindo shows.

## Faixas
Parte 1
Making of de Radio:Active
Parte 2
Na estrada com McFly - Verão de 2008
Parte 3
McFly no Brasil